# Берма

Бе́рма (рос. берма, англ. bench,  banguette, berm; нім. Berme) — виступ при виконанні ґрунтових робіт.

## Гірництво
- При підземному розробленні родовищ — смуга, яка прилягає до контуру об'єкта, що охороняється від впливу гірничих робіт, зовнішня межа якої є початковою для побудови запобіжного цілика. Ширина берми в залежності від типу родовища і категорії охорони знаходиться в межах 2–20 м.

- При відкритому розробленні родовищ — горизонтальний або слабкопохилий майданчик на неробочому борті або неробочій ділянці борту кар'єру, який розділяє суміжні за висотою уступи. Розрізнюють берму запобіжну, транспортну і берму безпеки.

Запобіжна берма призначена для підвищення стійкості і зменшення генерального кута укосу борту кар'єра, а також для запобігання випадковому випадінню шматків породи на розташовані нижче уступи. Ширина запобіжної берми за Правилами безпеки повинна бути не меншою за 0,3 висоти уступу, але не менше розміру, достатнього для розташування на бермі обладнання для навантаження і транспортування кусків породи, що впали.
Транспортна берма призначена для розміщення транспортних шляхів, які з'єднують робочі майданчики уступів з капітальними траншеями. Транспортну берму, яка поєднує декілька уступів, називають з'єднувальною.
Берма безпеки — частина верхнього майданчика уступу, ширина якого дорівнює розміру основи призми обвалення. При установці екскаватора близько до брівки укосу виникає небезпека обвалення укосу, сповзання або перекидання екскаватора. У зв'язку з цим уздовж верхньої брівки укосу залишається запобіжна смуга, яка називається бермою безпеки. Ширина берми безпеки визначає мінімальну відстань для проходження транспортних засобів, землерийних та інших машин від брівки укосу. Її розмір залежить в основному від висоти укосу та властивостей ґрунтів

## Фортифікація
Берма у фортифікації — уступ або незаймана смуга землі на місцевому горизонті між ровом і бруствером (або насипом взагалі). В окопах берма служить для міцності споруди, для полегшення вискакування на бруствер і місцем для складання патронів. У польових і тимчасових укріпленнях берму первісно робили обов'язково між бруствером і зовнішнім ровом, надалі профілі цих укріплень стали виконувати без берми, і вона залишалася тільки на час виконання робіт, для зручності перевалювання землі.
В оборонному відношенні берма незручна тим, що дозволяє атакуючому з більшою легкістю піднятися на бруствер, з іншого боку, вона прискорює будівництво укріплення, уможливлюючи встановлювати на ній робітників для насипання бруствера, затримує землю знову зведених брустверів, які не отримали ще належного осідання, і затримує її сповзання в рів. З плином ж часу берма запливає і зникає.
У довготривалих укріпленнях із сухими ровами XVIII–XIX ст. були постійні берми на місцевому ґрунті, крім того, зовнішня відлогість валу по висоті через кожні 8–10 футів розділялася однією або кількома бермами. З кінця XIX — початку XX століть берми на цих укріпленнях залишалися тільки для зручності робіт. При водяних ровах берми влаштовувалися за загальним правилом біля ескарпу і контрескарпу і служили пристанями для сполучення по рову з прикритим шляхом. Берму могли робити дуже широкою, обсаджуючи вздовж рову густим чагарником і перетворюючи таким чином на дозорний шлях.